# NGC 63
NGC 63 é uma galáxia espiral (S?) localizada na direcção da constelação de Pisces. Possui uma declinação de +11° 27' 00" e uma ascensão recta de 0 horas, 17 minutos e 45,5 segundos.
A galáxia NGC 63 foi descoberta em 27 de Agosto de 1865 por Heinrich Louis d'Arrest.